# Invasione della Danimarca
L'invasione della Danimarca (tedesco: Operazione Weserübung-Süd), a volte nota come Guerra delle sei ore in riferimento alla breve durata, fu l'attacco da parte della Germania nazista alla Danimarca il 9 aprile 1940, durante la seconda guerra mondiale. L'attacco fece da preludio all'invasione della Norvegia (operazione Weserübung-Nord, 9 aprile - 10 giugno 1940).
L'importanza strategica della Danimarca per la Germania era limitata. Lo scopo principale dell'invasione era quello di usare la Danimarca come base di partenza per le operazioni contro la Norvegia e di assicurare le linee di rifornimento per le forze che stavano per essere schierate lì. In Danimarca fu costruita una vasta rete di sistemi radar per rilevare i bombardieri britannici diretti in Germania.
L'attacco alla Danimarca fu una violazione del patto di non aggressione che la Danimarca aveva firmato con la Germania meno di un anno prima. Il piano iniziale era quello di spingere la Danimarca ad accettare che le forze terrestri, navali e aeree tedesche potessero usare le basi danesi, ma Adolf Hitler in seguito chiese che sia la Norvegia che la Danimarca fossero invase.
Le forze militari danesi erano nettamente inferiori per numero ed equipaggiamento e dopo brevi combattimenti furono ovunque costrette ad arrendersi. Dopo poche ore di lotta, il primo ministro danese Thorvald Stauning fermò l'opposizione all'attacco tedesco, per paura che i tedeschi bombardassero Copenaghen, come avevano fatto con Varsavia durante l'invasione della Polonia nel settembre 1939. A causa delle difficoltà di comunicazione, alcune forze danesi continuarono a combattere dopo la resa, ma entro la giornata stessa del 9 aprile, tutta l'opposizione militare si era fermata.
Durando circa 6 ore, l'invasione di terra tedesca della Danimarca fu una delle operazioni militari più brevi e meno sanguinose della seconda guerra mondiale.

## Contesto
L'attacco alla Danimarca faceva parte dell'operazione Weserübung-Süd, il piano tedesco per l'invasione della Norvegia. Il suo scopo principale era quello di proteggere il minerale di ferro spedito da Narvik. Per catturare la Norvegia, i tedeschi dovevano controllare il porto fuori Aalborg, nello Jutland settentrionale, in Danimarca. L'alto comando della Kriegsmarine approvò l'occupazione della Danimarca per estendere la rete di difesa marittima tedesca verso nord, rendendo più difficile per le navi britanniche aggirarla da nord quando attaccavano le navi nell'Atlantico. I fiordi norvegesi fornivano anche ottime basi ai sottomarini tedeschi nel Nord Atlantico.

### Piano d'attacco tedesco
L'Alto Comando tedesco pianificò un attacco combinato alla Danimarca per invadere il Paese il più rapidamente possibile. Comprendeva un assalto aereo agli aeroporti di Aalborg, uno sbarco a sorpresa di fanteria dagli ausiliari navali a Copenaghen e un assalto terrestre simultaneo attraverso la penisola dello Jutland. Il 4 aprile, l'ammiraglio Wilhelm Canaris, capo dell'Abwehr e coinvolto nella resistenza tedesca contro il nazismo, avvertì i danesi di un'imminente invasione.

## Operazioni e scontri militari
Sebbene l'esercito danese fosse stato avvertito dell'attacco, gli fu negato il permesso di schierare o preparare posizioni difensive poiché il governo danese non voleva dare ai tedeschi alcuna giustificazione o provocazione per le loro azioni. Solo piccole e sparse unità della guardia di frontiera ed elementi della divisione dello Jutland erano disponibili per affrontare l'invasione terrestre. Credendo che l'attacco fosse imminente, le truppe furono messe in piena allerta alle 13:30 dell'8 aprile.

### Combattimenti nello Jutland
Il 9 aprile, alle 04:15, il confine danese fu oltrepassato a Sæd, Rens, Padborg e Krusaa. Con lo sbarco simultaneo delle truppe della Kriegsmarine al Piccolo Belt, le truppe danesi al confine furono tagliate all'inizio dei combattimenti. L'allarme suonò alle 04:17 e le prime truppe danesi furono inviate alle 04:35.

#### Lundtoftbjerg
Il primo scontro tra l'esercito danese e le forze d'invasione avvenne a Lundtoftbjerg, dove un plotone anticarro danese armato di due cannoni da 20 mm e una mitragliatrice leggera aveva preso posizione coprendo la strada. Una colonna tedesca apparve alle 04:50, i cannoni da 20 mm aprirono il fuoco contro i blindati mentre la mitragliatrice prese di mira i motociclisti. Un incendio divampò in un fienile vicino, riempiendo l'aria di fumo e impedendo l'avanzata tedesca. Alla fine il plotone anticarro fu costretto a ritirarsi ad Aabenraa. A circa 1,5 km a nord, un plotone di biciclette preparò la difesa di un ponte ferroviario, ma il fuoco delle auto blindate e dei caccia mitragliatori li costrinse a ritirarsi e un terzo di loro fu catturato. I tedeschi persero due auto blindate e tre motociclette, mentre i danesi ebbero un morto e un ferito.
Un'altra colonna tedesca raggiunse Hokkerup, pochi chilometri a est di Lundtoftbjerg, alle 05:30. Si imbatté in un posto di blocco realizzato con attrezzature agricole, istituito solo 20 minuti prima da 34 soldati danesi. I danesi misero fuori combattimento le tre autoblindo in testa, costringendole a ritirarsi. I tedeschi installarono un cannone da 37 mm a 300 metri di distanza, ma riuscirono a sparare solo un colpo prima che il cannone venisse abbattuto da due colpi di un cannone da 20 mm. Seguì un combattimento corpo a corpo in cui un danese fu ucciso e tre feriti, uno mortalmente. Con il supporto aereo, i circa 100 tedeschi riuscirono a circondare e catturare l'unità danese entro le 06:15.

##### Bjergskov
Sette chilometri a nord di Lundtoftbjerg, un plotone di motociclette e due di biciclette arrivarono a Bjergskov intorno alle 05:00. Sotto il tenente colonnello S.E. Clausen le truppe con motocicli crearono un posto di blocco con due cannoni da 20 mm mentre i restanti plotoni si sparsero nei boschi. Una colonna tedesca arrivò alle 06:30. I loro carri armati spinsero da parte il posto di blocco e aprirono il fuoco. Un cannone rispose al fuoco finché un carro armato non lo superò. Il cannoniere tentò di correre ai ripari nei boschi, ma fu ucciso da un aereo tedesco che mitragliò la strada. L'altro cannone funzionò male. I danesi cercarono di ritirarsi in motocicletta ma i tedeschi li circondarono con veicoli blindati e li catturarono. Altri quattro soldati danesi furono feriti, mentre un'autoblindo tedesca fu danneggiata.

#### Bredevad
In uno scontro a Bredevad, 10 km a nord del confine, un'avanguardia tedesca di quattro auto blindate si avvicinò al villaggio. I danesi arrivarono alle 6:30 del mattino e, senza il tempo di costruire un posto di blocco, si rifugiarono in un giardino. Una mitragliatrice e un cannone da 20 mm, presidiato da un plotone e mezzo, spararono colpi di avvertimento. Quando i tedeschi lo ignorarono, i danesi aprirono il fuoco da 300 metri di distanza, facendo cadere l'auto blindata di testa e uccidendo il suo autista. Seguì una breve sparatoria. I danesi misero fuori combattimento le altre tre auto blindate tedesche e subirono quattro vittime. Alle 7:15 una colonna di rinforzo motorizzata tedesca arrivò da Tinglev, tagliando fuori i danesi e costringendoli alla resa. Due danesi furono uccisi e cinque feriti.

#### Rabsted
Un plotone da bicicletta da Korskro arrivò a Rabsted alle 6:45. Mentre erano in agguato, riuscirono a catturare due corrieri tedeschi. Apprendendo da loro che Bredevad era stata presa, si ritirarono a nord-est attraverso strade secondarie.

#### Aabenraa
Mentre le forze danesi al campo militare di Søgaard si preparavano a ritirarsi a nord verso Vejle, dove la forza principale della divisione dello Jutland si stava preparando per la battaglia, si verificò una breve schermaglia ad Aabenraa quando il plotone anticarro di Lundtoftbjerg attaccò circa 15 veicoli tedeschi all'inseguimento. Dopo aver messo fuori combattimento un carro armato tedesco, la retroguardia si ritirò a Knivsberg. Si incontrarono con un plotone di biciclette di Stubbæk Skov, che aveva subito un morto e tre feriti da aerei tedeschi. Il comandante danese ordinò loro di dirigersi nel nord di Haderslev.

##### Haderslev
Haderslev aveva una guarnigione di 225 uomini della divisione dello Jutland al comando del colonnello A. Hartz, che difendeva sia le caserme della città che la strada che conduceva ad essa. Le truppe in città si mobilitarono alle 07:00 ascoltando le istruzioni trasmesse dai furgoni degli altoparlanti della polizia. Sostenuti da unità in ritirata, circa 400 danesi difesero la città. Furono istituiti tre posti di blocco: uno con carri ribaltati, gli altri due con scorte di legname.
Verso le 07:50 nella periferia meridionale di Haderslev, un cannone anticarro danese da 37 mm con un equipaggio di cinque persone attaccò i tedeschi in avvicinamento. Due carri armati tedeschi si affiancarono e aprirono il fuoco. I danesi spararono tutti e tre i loro colpi, uno nei cingoli di un carro armato, ma due membri dell'equipaggio furono uccisi e il resto ferito. Un carro armato guidò sul cannone, schiacciandolo. Intorno alla curva di via Sønderbro, due cannoni da 20 mm e una mitragliatrice opposero resistenza al posto di blocco dei carri. I tedeschi risposero con fuoco pesante. Un soldato danese fu ucciso e due feriti, ma i tedeschi furono bloccati. I combattimenti continuarono per dieci minuti fino a quando l'ordine di arrendersi fu ricevuto da Copenaghen per telefono. I tedeschi furono quindi autorizzati a procedere ad Haderslev, ma la guarnigione danese di stanza lì non aveva ricevuto l'ordine di arrendersi e fece fuoco su di loro. Due carri armati tedeschi e una motocicletta procedettero ignari verso la caserma, difesa dall'unità anticarro di Lundtoftbjerg. Questa aprì il fuoco, uccidendo il motociclista e facendo saltare i cingoli da un carro armato, che si schiantò contro una casa. La guarnigione danese capitolò solo alle 08:15 quando finalmente arrivò l'ordine di arrendersi. Un soldato danese fu ucciso mentre difendeva la caserma e tre civili morirono nel fuoco incrociato.

#### Fianco occidentale

##### Abild e Sølsted
I primi combattimenti nello Jutland occidentale avvennero contro la guarnigione di Tønder, che fu inviata ad Abild e a Sølsted. Ad Abild, un equipaggio di cannoni danesi da 20 mm mise fuori combattimento due autoblindo tedesche dell'11º reggimento motorizzato prima di ritirarsi. A Sølsted, un'unità anticarro danese composta da meno di 50 uomini formò una posizione difensiva con un cannone da 20 mm su una strada. Quando una forza dell'11º reggimento motorizzato si avvicinò, i danesi aprirono il fuoco a breve distanza dal nemico. Il primo veicolo venne messo fuori combattimento finendo in un fosso, mentre il successivo continuò ad avanzare, per poi ritirarsi dopo essere stato colpito più volte, restando in grado di rispondere al fuoco. La fanteria tedesca tentò due volte di aggirare le posizioni danesi, ma entrambi i tentativi vennero accolti con fuoco pesante. Vedendo che il suo attacco stava fallendo, il comandante del reggimento tedesco chiamò via radio per ricevere supporto e presto apparvero tre aerei tedeschi Henschel Hs 126, che bombardarono e mitragliarono la forza danese fino a quando il comandante danese non ebbe ordinato alle sue truppe di ripiegare su Bredebro. Nonostante ciò, non sono state riportate vittime danesi. Quando gli uomini della guarnigione di Tønder raggiunsero Bredebro, l'ordine di resa era già stato emesso.

### Attacchi aerei
Intorno alle 05:00 ebbe luogo il primo attacco compiuto da paracadutisti della storia. 96 Fallschirmjäger saltarono da nove aerei da trasporto Junkers Ju 52 per catturare il ponte Storstrøm, che collega l'isola di Falster con la Selandia e con la fortezza costiera sull'isola di Masnedø. Le truppe tedesche d'élite si aspettavano pesanti combattimenti intorno alla fortezza, ma con loro sorpresa, all'interno trovarono solo due soldati e un ufficiale. Lo sbarco aprì la strada a un battaglione della 198ª divisione di fanteria per avanzare su Copenaghen via terra.
Due ore dopo, un plotone di paracadutisti del 4º battaglione del reggimento Fallschirmjäger I sbarcò ad Aalborg, la principale città dello Jutland settentrionale, per assicurarsi l'obiettivo principale di Weserübung Süd: l'aeroporto di Aalborg, da usare come trampolino per l'invasione della Norvegia. I Fallschirmjäger non incontrarono alcuna resistenza e in meno di un'ora gli aerei tedeschi atterrarono lì in gran numero. Il primo giorno si registrarono più di 200 atterraggi e decolli, la maggior parte dei quali trasportava truppe e carburante all'aeroporto di Fornebu, in Norvegia.
A Esbjerg, un cannone antiaereo danese da 75 mm danneggiò un aereo tedesco.

### Sbarchi navali
Per catturare i collegamenti tra lo Jutland e la Selandia, la Kriegsmarine tedesca sbarcò truppe dalla 198ª divisione di fanteria a Fionia.
Allo stesso tempo, le truppe sbarcarono a Korsør e Nyborg, interrompendo i collegamenti tra Fionia e Selandia. Non incontrando resistenza, le truppe di Korsør raggiunsero Copenaghen a mezzogiorno.
Poco prima, alle 3:55, i tedeschi attaccarono a sorpresa Gedser, la città più meridionale della Danimarca. Utilizzarono il traghetto locale da Warnemünde, che riempirono di truppe. I soldati sciamarono nell'entroterra e tagliarono le linee telefoniche. Seguirono blindati e motociclette, che avanzarono rapidamente e catturarono il ponte Storstrøm insieme ai paracadutisti.

### Cattura di Copenaghen
Per garantire la rapida resa della Danimarca, la cattura della capitale era considerata essenziale. Alle 04:20 la nave posamine Hansestadt Danzig da 2 430 tonnellate, scortata della nave rompighiaccio Stettino e due motovedette, entrò nel porto di Copenaghen con le bandiere di guerra issate. Il porto era coperto dai cannoni di artiglieria costiera di Forte Middelgrund. Il comandante danese appena nominato ordinò di sparare un colpo di avvertimento, ma le reclute appena arrivate non riuscirono a sparare. Dopo aver sbarcato un battaglione del 198º fanteria alle 05:18, le forze tedesche catturarono la guarnigione di 70 uomini del Kastellet, allora quartier generale dell'esercito danese, senza colpo ferire.

#### Amalienborg e la resa
Quando la fanteria tedesca arrivò al palazzo reale danese di Amalienborg, incontrò una ferma resistenza da parte della compagnia di addestramento della Guardia Reale, che respinse l'attacco iniziale e subì tre feriti. Ciò diede al re Cristiano X di Danimarca e ai suoi ministri il tempo di parlare con il comandante in capo danese William Wain Prior. Durante le discussioni, diverse formazioni di bombardieri Heinkel He 111 e Dornier Do 17 da Kampfgeschwader 4 ruggirono sulla città lanciando volantini OPROP!. Di fronte alla minaccia esplicita che la Luftwaffe bombardasse la popolazione civile di Copenaghen, tutti tranne Prior erano favorevoli alla resa. La posizione militare della Danimarca era insostenibile. La sua terra e la sua popolazione erano troppo ridotte per resistere alla Germania nazista per un periodo prolungato, e il suo terreno pianeggiante sarebbe stato facilmente invaso dai Panzer tedeschi (lo Jutland, ad esempio, era aperto da un attacco di Panzer - contrastato come descritto in precedenza dai danesi - dallo Schleswig-Holstein a sud). A differenza della Norvegia, la Danimarca non aveva catene montuose dove si potesse montare una resistenza prolungata. Il governo danese si arrese alle 08:34 in cambio del mantenimento dell'indipendenza politica nelle questioni interne.

#### Destino dei servizi aerei danesi
I quattro squadroni dell'aeronautica militare danese erano di stanza a Værløse vicino a Copenaghen. In previsione dell'invasione tedesca, si erano preparati a disperdersi negli aeroporti di tutto il Paese, ma non ci erano riusciti entro le 5:25, quando gli aerei della Luftwaffe apparvero sopra la base aerea. Quando l'aereo tedesco raggiunse Værløse, un aereo da ricognizione Fokker C.V-E stava per decollare, ma fu abbattuto da un Messerschmitt Bf 110 guidato da Wolfgang Falck a un'altitudine di 50 metri. Entrambi i membri dell'equipaggio furono uccisi. I Bf 110 tedeschi mitragliarono la base sotto un pesante fuoco antiaereo. Distrussero 11 aerei e danneggiato gravemente altri 14 mentre rullavano al decollo, spazzando via la maggior parte del servizio aereo dell'esercito danese in un'unica azione. Il servizio aereo della marina danese rimase alle sue basi e sfuggì ai danni.

#### 1º compagnia dell'11º battaglione
Mentre la maggior parte dell'esercito danese seguì l'ordine di arrendersi, un'unità rifiutò. Il colonnello Helge Bennike, comandante del 4º reggimento a Roskilde, riteneva che l'ordine di resa fosse stato imposto al governo dai tedeschi e che anche la Svezia fosse stata attaccata. Bennike e la sua unità salirono a bordo del traghetto a Elsinore per la Svezia e andarono in esilio. Quando il malinteso fu in seguito chiarito, la maggior parte dei soldati danesi rimase in Svezia e nel 1943 avrebbero formato il nucleo della Brigata Danese in Svezia.

### Perdite
A scopo propagandistico, l'Alto Comando tedesco cercò di presentare l'invasione della Danimarca come pacifica, facendo credere che la Danimarca non avesse opposto alcuna resistenza. Nella sua prima monografia, l'autore Kay Søren Nielsen affermò che secondo gli archivi del produttore di armi danese DISA, 203 soldati tedeschi sarebbero stati uccisi nello Jutland. Tuttavia, tale cifra è considerata un'esagerazione.
Nel 2015, nel giornale di storia militare Krigshistorisk Tidsskrift, fu pubblicato un articolo per il Royal Danish Defense College, in cui il corrispondente militare Jürgensen H.J. (in pensione) riassunse i punti chiave dell'invasione tedesca. Sostenne che le perdite tedesche sicure furono di 2-3 morti e 25-30 feriti, e che l'esercito danese subì 16 morti e 20 feriti confermati. Le vittime tra la resistenza civile non sono certe, ma vennero indicate come 10 morti e 3 feriti.
Lo storico militare David T. Zabecki ritenne che la Danimarca abbia subito 49 vittime (26 morti e 23 feriti) e la Germania 20 vittime militari (tra uccisi e feriti).
Oltre alle vittime al fronte, alcuni aerei furono abbattuti o caddero e un rimorchiatore affondò dopo una collisione con una nave tedesca nel Grande Belt.

## Conseguenze
I danesi capitolarono per la stragrande maggioranza entro 6 ore, il che portò ad un'occupazione particolarmente clemente, soprattutto nei primi anni, poiché i tedeschi erano contenti di lasciare gli "ariani" danesi gestire i propri affari. La maggior parte dei soldati danesi furono disarmati quel pomeriggio e quelli catturati furono autorizzati a tornare alle loro unità. Il 10 aprile, l'isola di Bornholm fu occupata senza incidenti. L'esercito reale danese fu fortemente ridotto con l'occupazione tedesca, con solo un'unità di "Guardia vitale" di 3 300 uomini autorizzata a continuare ad esistere.
In seguito all'occupazione della Danimarca, le opinioni degli alleati sulla Danimarca erano sprezzanti. Fu affermato che un commentatore di pugilato aveva detto "senza combattere, come un danese" riguardo a un knockout al primo round. Da allora i danesi adottarono il detto "Aldrig mere 9 April" (traduzione: "Mai più un 9 aprile").